# The Mole Song 2: Hong Kong Capriccio
The Mole Song 2 Hong Kong Capriccio (en japonés: 土竜の唄 香港狂騒曲, Mogura no uta: Honkon kyôsô-kyoku?) también conocida como The Mole Song: Hong Kong Capriccio, es una película japonesa de 2016 dirigida por Takashi Miike y basada en la serie manga "Mogura no Uta" de Noboru Takahashi.
La película es una secuela de The Mole Song: Undercover Agent Reiji estrenada en 2013, y a la que le sigue otra secuela titulada The Mole Song: Final estrenada en 2021. Juntas forman la trilogía The Mole Song, todas ellas dirigidas por Takashi Miike.

## Trama
La película es una secuela de The Mole Song: Undercover Agent Reiji, que comienza donde terminó la anterior. En la cual, el policía más inepto de Japón, Reiji Kikukawa, es despedido tras un incidente con lencería. Pero, el despido, forma parte de una estratagema de sus superiores para infiltrar a Reiji en la yakuza y convertirlo en un "topo". Reiji es un completo idiota y, de alguna manera, se las arregla para entrar en la yakuza. Una clásica historia de pez fuera del agua con montones de gags cómicos y acción desenfrenada. 

## Argumento
El jefe Masaya Hiura, también conocido como "Crazy Papillion", es ascendido para dirigir su propia banda y nombra a Reiji Kikukawa, el agente infiltrado apodado "El Topo", como su segundo.
 Un miembro de la yakuza caído en desgracia forja una alianza con los Dragon Skulls, una tríada de jóvenes despiadados y ambiciosos. Las cosas se complican cuando Shuho Todoroki, líder de los Sukiya-kai, se convierte en el principal objetivo de la tríada, y su hija Karen es secuestrada para ser vendida en una subasta de belleza en Hong Kong. Reiji se ve envuelto en esta gran conspiración internacional e intenta, una vez más, hacer lo correcto mientras permanece encubierto. Entretanto, el oficial de policía de élite Shinya Kabuto, que quiere erradicar la corrupción policial y cortar cualquier vínculo con la yakuza, también tiene como objetivo arrestar a Reiji.

## Reparto
| Actor              | Papel           |
| ------------------ | --------------- |
| Tōma Ikuta         | Reiji Kikukawa  |
| Riisa Naka         | Junna Wakagi    |
| Shin’ichi Tsutsumi | Masaya Hiura    |
| Eita Nagayama      | Shinya Kabuto   |
| Mitsuru Fukikoshi  | Toshio Sakami   |
| Ken'ichi Endô      | Kazumi Akagiri  |
| Sarutoki Minagawa  | Doppo Fukuzumi  |
| Koichi Iwaki       | Shuho Todoroki  |
| Tsubasa Honda      | Karen Todoroki  |
| Arata Furuta       | Momoji Sakuraja |
| Yūsuke Kamiji      | Kenta Kurokawa  |
| Nanao              | Hufon           |
| Ikumi Hisamatsu    | Chirin          |

## Otros créditos
- Producción: Shin'ichi Ogawa, Masakazu Kubo, Julie K. Fujishima, Minami Ichikawa y Toshiaki Okuno.
- Productores: Juichi Uehara, Misako Saka y Shigeji Maeda.
- Iluminación: Yoshi Watabe.
- Diseñador de producción (arte): Yûji Hayashida.
- Grabación (sonido): Keiichi Kobayashi.
- Edición de audio: Jun Nakamura.
- Efectos de sonido: Masatoshi Katsumata.
- Decoración: Akira Sakamoto.
- Supervisores de efectos visuales: Kaori Ōtagaki y Gento Fujiwara.
- Coordinador de especialistas: Keiji Tsujii y Masayoshi Deguchi.
- Supervisor de personajes: Yuya Maeda.
- Asistente de dirección: Ryûsuke Kurahashi.
- Compañía productora: OLM (TEAM MIYAGAWA)
- Cooperación de producción: Rakueisha.

## Lanzamiento
La película se estrenó el 9 de diciembre de 2016 en el IFFAM - International Film Festival and Awards Macao.Llegó a los cines de Japón el 23 de diciembre de 2016 y se convirtió en la quinta película más taquillera del fin de semana. La película vendió 158.000 entradas entre el sábado y el domingo, recaudando 223 millones de yenes.En España se estrenó en el Festival de cine de sitges el 23 y 24 de octubre de 2017,junto a La espada del inmortal y Jojo Bizarre Adventure: Diamond Is Unbreakable, ambas también dirigidas por Takashi Miike.
Fue lanzada en Japón en DVD y Blu-ray el 14 de junio de 2017, editado por Fuji Television y distribuido por Tōhō en dos ediciones diferentes:
- The Mole Song 2 Hong Kong Capriccio Standard Edition (土竜の唄　香港狂騒曲 スペシャル・エディション?) (1 disco) versión en DVD y Blu-ray.[8]
  - Anuncio especial, tráiler y anuncio de televisión.
- The Mole Song 2 Hong Kong Capriccio Special Edition (土竜の唄　香港狂騒曲 スタンダード・エディション?) (3 discos) versión en DVD y Blu-ray.[9]
  - Disco principal: DVD o Blu-ray (igual que la versión estándar)
  - Disco extra 1: (159 minutos)
    - Making of de la película.
    - Recopilación de eventos. Estreno y proyección previa / Estreno mundial en el Festival Internacional de Cine de Macao / Eventos antes del lanzamiento / Saludos en el escenario para celebrar el lanzamiento.

  - Disco extra 2: (193 minutos) 
    - Colección de entrevistas del elenco.
    - Programa especial para celebrar el estreno de la película.
    - Comentario visual: Tōma Ikuta y el director Takashi Miike hablan en profundidad sobre cada aspecto de la película.

  - Postal especial.

## Recepción
Maggie Lee en una reseña para Variety, escribió: «A pesar de los personajes variopintos, los giros repentinos y las vertiginosas secuencias animadas tipo collage, el ingenioso guion de Kudô y la ágil edición de Kenji Yamashita logran mantener la trama principal, convirtiendo a la película en una de las más fáciles de seguir de Miike».
Jonathan Wilson en una reseña para Asian Movie Pulse, escribió: «The Mole Song: Hong Kong Capriccio es una película donde la trama se resuelve absurdamente. El optimismo efervescente de Reiji brilla en la gran pantalla, Takashi Miike crea una emocionante adaptación del manga, con una trama frenética, acción vibrante, humor disparatado y una amenaza mortal. Reiji, el insensato, es irónicamente uno de los mejores protagonistas humanistas de Takashi Miike».

## Precuela y secuelas
La película cuenta con una primera entrega y una secuela, también dirigidas por Takashi Miike y protagonizadas por Tōma Ikuta.
Juntas forman la trilogía The Mole Song:
- The Mole Song: Undercover Agent Reiji (土竜の唄　潜入捜査官 REIJI, Mogura no uta: Sennyû sôsakan Reiji?) de 2013.
- The Mole Song 2: Hong Kong Capriccio (土竜の唄 香港狂騒曲, Mogura No Uta Hong Kong Kyôsô Kyoku?) de 2016.
- The Mole Song: Final (土竜の唄 FINAL, Mogura no uta Final?) de 2021.

## Tema musical
La película contó con un sencillo de la Boy band japonesa Kanjani Eight, titulado: Noroshi (ノロシ?), lanzado como el sencillo número 37 de la banda, por Imperial Records, el 7 de diciembre de 2016.
- Letra: Seiji Takagi (高木誠司?)
- Composición y arreglos: Peach.

Esta es la segunda vez que el grupo de música Kanjani Eight, participa con un tema musical para la serie de películas The Mole Song, después de que lo hicieran con el tema King of Otoko (キング オブ 男！?) para la película anterior, The Mole Song: Undercover Agent Reiji de 2013.Y más tarde lo volvieron a hacer con el tema principal de la secuela, The Mole Song: Final de 2021, titulado Inazuma Blues (稲妻ブルース?).

## Manga
La película, al igual que su predecesora, está basada en el manga "Mogura no Uta" escrito e ilustrado por Noboru Takahashi.Se publicó en la revista Weekly Young Sunday de Shogakukan de 2005 a 2008. Después fue transferido y publicado en la revista Big Comic Spirits de 2008 hasta la actualidad.  
En mayo de 2023, el manga tenía más de 10 millones de copias en circulacióny el 28 de febrero de 2025 se publicó el tomo número 90.
Esta vez, la película es una adaptación del capítulo La mafia china (チャイニーズマフィア編?) del manga original. 